# لیلا فرای
لیلا فرای (انگلیسی: Leyla Feray؛ زادهٔ ۸ مهٔ ۱۹۹۳) بازیگر است. وی از سال ۲۰۱۳ میلادی تاکنون مشغول فعالیت بوده‌است.
از فیلم‌ها یا برنامه‌های تلویزیونی که وی در آن نقش داشته‌است می‌توان به ظهور امپراطوری‌ها : عثمانی اشاره کرد.